# 分心槽
分心槽，是中國古代建築一種樣式，在《营造法式》有記載，是指门屋建筑中，用一列中柱将平面等分的做法。現存使用分心槽的建築例子為河北薊縣獨樂寺的山門。